# Rhopalophora pulverulenta
Rhopalophora pulverulenta là một loài bọ cánh cứng trong họ Cerambycidae.